# Tom Rapoport
 (novembre 2017).
Si vous disposez d'ouvrages ou d'articles de référence ou si vous connaissez des sites web de qualité traitant du thème abordé ici, merci de compléter l'article en donnant les références utiles à sa vérifiabilité et en les liant à la section « Notes et références ».
Tom Abraham Rapoport (né à Cincinnati le 17 juin 1947) est un biologiste cellulaire germano-américain qui étudie le transfert des protéines dans les cellules. En 1995, il a accepté une chaire de professeur à la Harvard Medical School de Boston où il enseigne actuellement. En 1997, il est devenu chercheur au Howard Hughes Medical Institute.

## Biographie
Tom Abraham Rapoport est en 1947 né à Cincinnati, dans l’Ohio aux États-Unis. Ses parents, Samuel Mitja Rapoport et Ingeborg Rapoport, avaient fui le nazisme quelques années plus tôt. 
En 1950, alors que Tom Rapoport a trois ans, ses parents quittent les États-Unis à la suite d'une enquête pour activités anti-américaines. Après un bref séjour à Vienne, ils s'installent en 1952 en RDA à Berlin, où son père devient professeur de biochimie et directeur de l'Institut de chimie physiologique à l'Université Humboldt, et sa mère professeur de néonatalogie à l'hôpital de la Charité. Son frère est le mathématicien Michael Rapoport. 
Tom Rapoport obtient son doctorat en 1972 à l'Université Humboldt avec une thèse sur la modélisation mathématique de la cinétique de la pyrophosphatase inorganique. Il travaille dans le laboratoire de Peter Heitmann tandis que son père était directeur de l'Institut de chimie physiologique. À l’université Humboldt, il collabore avec Reinhart Heinrich sur la modélisation mathématique de la glycolyse dans les globules rouges, qui a conduit à l'établissement de la théorie du contrôle métabolique sur laquelle ils ont soumis en commun une thèse « d’habilitation ». Dans le même temps, il travaillait avec Sinaida Rosenthal, une ancienne élève de son père, sur le clonage du gène de l'insuline de la carpe.
En 1979, il rejoint le Zentralinstitut für Molekularbiologie der Akademie der Wissenschaften der DDR, le futur Max-Delbrück-Centrum für Molekulare Medizin in der Helmholtz-Gemeinschaft, où il est devenu professeur en 1985. 
En 1995, il s'installe aux États-Unis. Il est professeur à la Harvard Medical School depuis 1995 et chercheur au Howard Hughes Medical Institute depuis 1997.
Il étudie plusieurs aspects de la sécrétion cellulaire, y compris les mécanismes par lesquels les protéines nouvellement synthétisées sont transférées du cytosol au lumen du réticulum endoplasmique par le complexe Sec61 (connu également sous le nom de translocon), comment les protéines sécrétoires anormales sont dégradées par la dégradation des protéines associées au réticulum endoplasmique (phénomène connu également sous le nom ERAD), et comment les réticulocytes et les protéines qui leur sont liées régulent la morphologie du réticulum endoplasmique.